# Youth Against Fascism
„Youth Against Fascism“ je druhý singl americké rockové skupiny Sonic Youth k albu Dirty. Byl vydán v roce 1992. Režie videoklipu ke stejnojmenné písni se ujal Nick Egan.

## Seznam skladeb
1. "Youth Against Fascism" (Clean-Ex Mix)
2. "The Destroyed Room"
3. "Purr" (Mark Goodier version)
4. "Youth Against Fascism" (LP verze)